# Institutt for energiteknikk

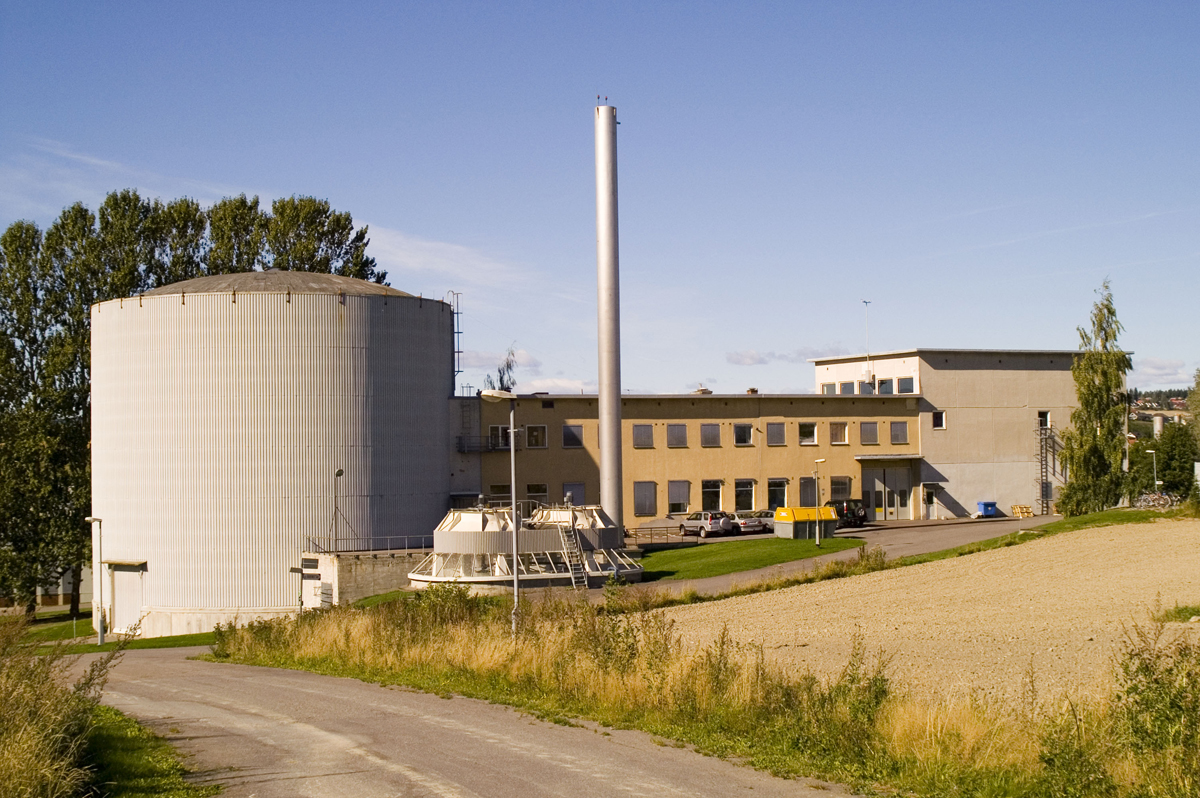
JEEP II-reaktorn i Kjeller

Institutt for energiteknikk (IFE) är ett norskt forskningsinstitut som grundades 1948 som Institutt for Atomenergi och fick 1980 nuvarande namn. Huvudkontoret ligger i Kjeller utanför Oslo och har också en avdelning i Halden.
Institutt for energiteknikk bedriver forskning inom områdena energiteknik, miljöteknik, kärnteknik, petroleumteknik, kärnsäkerhet samt människa-teknik-organisation. Institutet har drivit forskningsreaktorerna JEEP II-reaktorn på Kjeller, som användes till grundforskning i fysik och produktion av läkemedel, samt Haldenreaktorn, som användes till forskning på materialteknik och kärnbränslesäkerhet.
Instirtutet har haft omkring 520 anställda (230 i Halden och 280 i Kjeller). Chef från bildandet 1948 till 1968 var Gunnar Randers.